# Telescopio acromático

Para un doblete acromático, las longitudes de onda visibles tienen aproximadamente la misma distancia focal.

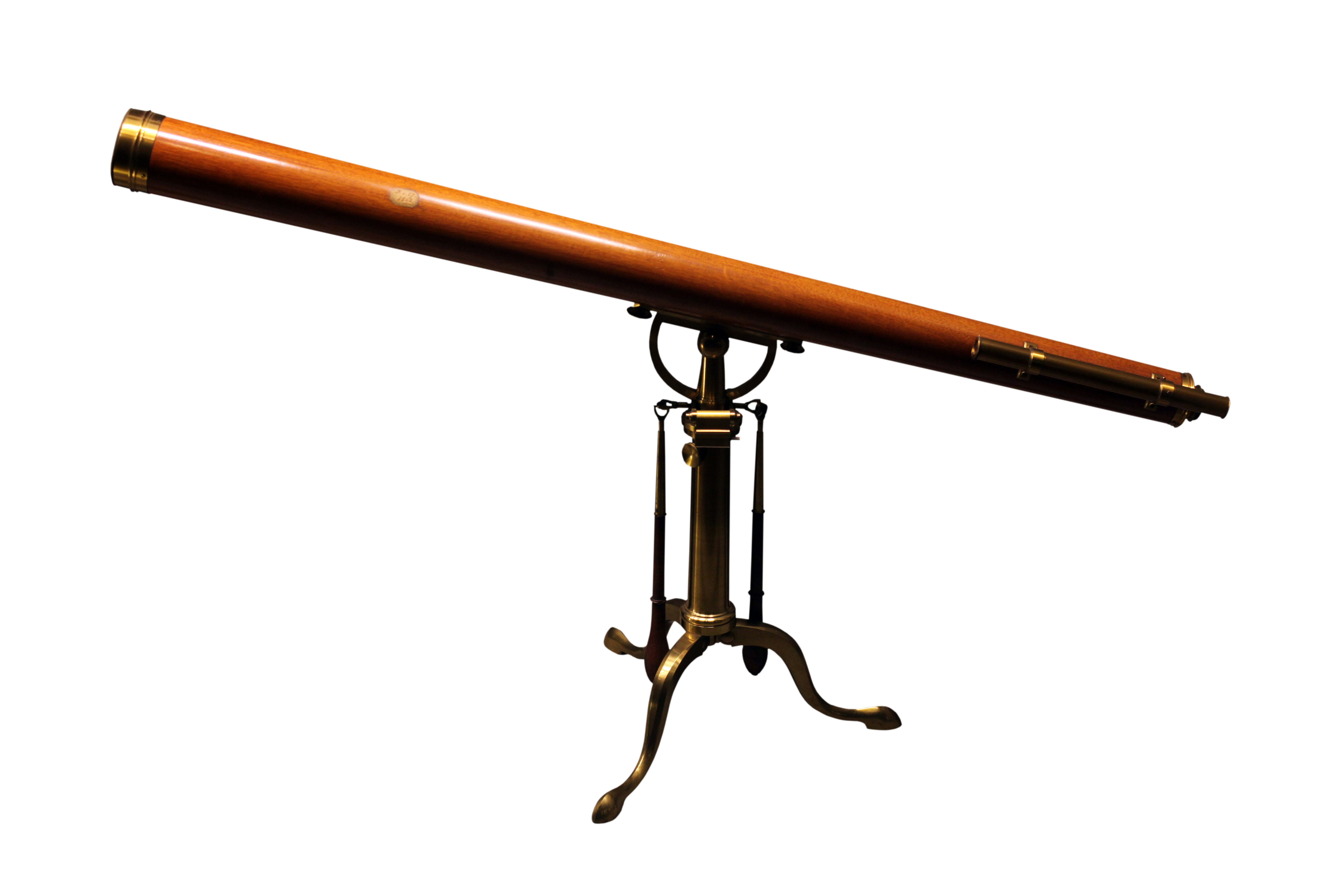
Telescopio acromático obra de Robert Hooke,.

El telescopio acromático es un tipo de telescopio refractor que utiliza una lente acromática para corregir la aberración cromática.

## Funcionamiento
Cuando la luz de una imagen atraviesa una lente, la luz es refractada con ángulos diferentes para longitudes de onda diferentes  (correspondientes a los distintos colores). Esto produce distancias focales dependientes del color de la luz.  Por ejemplo, en el plano focal una imagen puede estar centrada en el lado rojo del espectro, pero aparecer borrosa en el lado azul. Este efecto es particularmente más notable cuanto más separado se encuentra el objeto observado del eje central del telescopio. La imagen de una estrella, a medida que se centraen el objetivo, puede aparecer azul en un lado y naranja en otro. Los primeros telescopios refractores con objetivos no acromáticos se construyeron durante mucho tiempo con grandes distancias focales para mitigar este efecto, denominado aberración cromática. Para corregirlo, los telescopios acromáticos utilizan lentes acromáticas, compuestas por dos tipos de vidrio con dispersión diferente: una lente cóncava fabricada con vidrio flint, de dispersión relativamente alta; y un elemento convexo de vidrio crown, con una dispersión más baja. La lente de vidrio crown normalmente se coloca delante, debido a la mayor susceptibilidad del vidrio flint al ataque atmosférico (excepto en el doblete de Steinheil). 
Las dos lentes están montadas en un solo bloque, de modo que la aberración cromática de una queda contrarrestada por la aberración cromática de la otra, mientras que los aumentos de la lente de vidrio crown son muy superiores a la potencia óptica negativa de la lente de vidrio flint. Juntas forman una lente positiva débil, capaz de enfocar dos longitudes de onda diferentes de la luz exactamente en un foco común.

## Diseños de telescopio acromático

### Doblete Littrow
Utiliza una lente equiconvexa de vidrio crown con R1=R2, y una lente de vidrio flint con R3=-R2 y la otra cara plana por detrás. Puede producir una imagen fantasma entre R2 y R3 porque tienen el mismo radio. También se puede producir otra imagen fantasma entre el plano R4 y la parte trasera del tubo del telescopio.

### Fraunhofer
R1 es más grande que R2, y R2 es similar, pero no exactamente igual a R3. R4 es normalmente más grande que R3.

### Doblete Clark
Utiliza una lente equiconvexa de vidrio crown con R1=R2, y un vidrio flint con R3~R2 y R4>>R3. R3 suele ser ligeramente más corto que R2 para crear un foco perdido entre R2 y R3, reduciendo así la imagen fantasma formada entre las dos lentes.

### Doblete espaciado con aceite
El uso de aceite entre las lentes de vidrio crown y flint elimina la imagen fantasma, especialmente cuando R2=R3. También puede aumentar la transmisión de la luz y reducir el impacto de los errores entre R2 y R3.

### Doblete Steinheil
Es un doblete con la lente de vidrio flint en primer lugar, cuando se necesita obtener curvaturas más fuertes que por ejemplo en un doblete Fraunhofer.